# Wahlbezirk Böhmen 92
Der Wahlbezirk Böhmen 92 war ein Wahlkreis für die Wahlen zum Abgeordnetenhaus im österreichischen Kronland Böhmen. Der Wahlbezirk wurde 1907 mit der Einführung der Reichsratswahlordnung geschaffen und bestand bis zum Zusammenbruch der Habsburgermonarchie.

## Geschichte
Nachdem der Reichsrat im Herbst 1906 das allgemeine, gleiche, geheime und direkte Männerwahlrecht beschlossen hatte, wurde mit 26. Jänner 1907 die große Wahlrechtsreform durch Sanktionierung von Kaiser Franz Joseph I. gültig. Mit der neuen Reichsratswahlordnung schuf man insgesamt 516 Wahlbezirke mit je einem zu wählenden Abgeordneten, die durch Direktwahl mit allfälliger Stichwahl bestimmt wurden. Der Wahlkreis Böhmen 92 umfasste die Städte Marienbad, Plan, Tachau, Petschau, Schlaggenwald, Schönfeld, Königswart, Untersandau und Tepl. Aus den beiden Reichsratswahlen 1907 und 1911 ging jeweils Adolf Bachmann von der Deutschfortschrittlichen Partei als Sieger hervor.

## Wahlergebnisse

### Reichsratswahl 1907
Die Reichsratswahl 1907 wurde am 14. Mai 1907 (erster Wahlgang) sowie am 23. Mai 1907 (Stichwahl) durchgeführt.

#### Erster Wahlgang
| Kandidat                                                             | Partei                      | Wahlkreis- stimmen | Prozent |
| -------------------------------------------------------------------- | --------------------------- | ------------------ | ------- |
| Adolf Bachmann                                                       | Deutfortschrittliche Partei | 1795               | 32,2 %  |
| Anton Schalk                                                         | Deutschradikale Partei      | 1563               | 28,1 %  |
| Karl Schüller                                                        | Sozialdemokratische Partei  | 1380               | 24,8 %  |
| Gustav Glässner                                                      | Christlichsoziale Partei    | 819                | 14,7 %  |
|                                                                      | Sonstige Parteien           | 9                  | 0,2 %   |
| Wahlberechtigte: 6412, Ungültige Stimmen: 17, Wahlbeteiligung:87,1 % |                             |                    |         |

#### Stichwahl
| Kandidat                                                              | Partei                         | Wahlkreis- stimmen | Prozent |
| --------------------------------------------------------------------- | ------------------------------ | ------------------ | ------- |
| Adolf Bachmann                                                        | Deutschfortschrittliche Partei | 3002               | 55,5 %  |
| Anton Schalk                                                          | Deutschradikale Partei         | 2411               | 44,5 %  |
| Wahlberechtigte: 6414, Ungültige Stimmen: 25, Wahlbeteiligung: 84,8 % |                                |                    |         |

### Reichsratswahl 1911
Die Reichsratswahl 1911 wurde am 13. Juni 1911 sowie am 20. Juni 1911 (Stichwahl) durchgeführt.

#### Erster Wahlgang
| Kandidat                                                              | Partei                         | Wahlkreis- stimmen | Prozent |
| --------------------------------------------------------------------- | ------------------------------ | ------------------ | ------- |
| Adolf Bachmann                                                        | Deutschfortschrittliche Partei | 2156               | 38,0 %  |
| Josef Ursin                                                           | Alldeutsche Vereinigung        | 1568               | 27,6 %  |
| Karl Schüller                                                         | Sozialdemokratische Partei     | 1331               | 23,5 %  |
| Karl Stroh                                                            | Christlichsoziale Partei       | 618                | 10,9 %  |
|                                                                       | Sonstige Parteien              | 1                  | 0,02 %  |
| Wahlberechtigte: 6740, Ungültige Stimmen: 44, Wahlbeteiligung: 84,8 % |                                |                    |         |

#### Stichwahl
| Kandidat                                                              | Partei                         | Wahlkreis- stimmen | Prozent |
| --------------------------------------------------------------------- | ------------------------------ | ------------------ | ------- |
| Adolf Bachmann                                                        | Deutschfortschrittliche Partei | 3062               | 52,1 %  |
| Josef Ursin                                                           | Alldeutsche Vereinigung        | 2819               | 47,9 %  |
| Wahlberechtigte: 6740, Ungültige Stimmen: 61, Wahlbeteiligung: 88,2 % |                                |                    |         |